# Intel Core i9

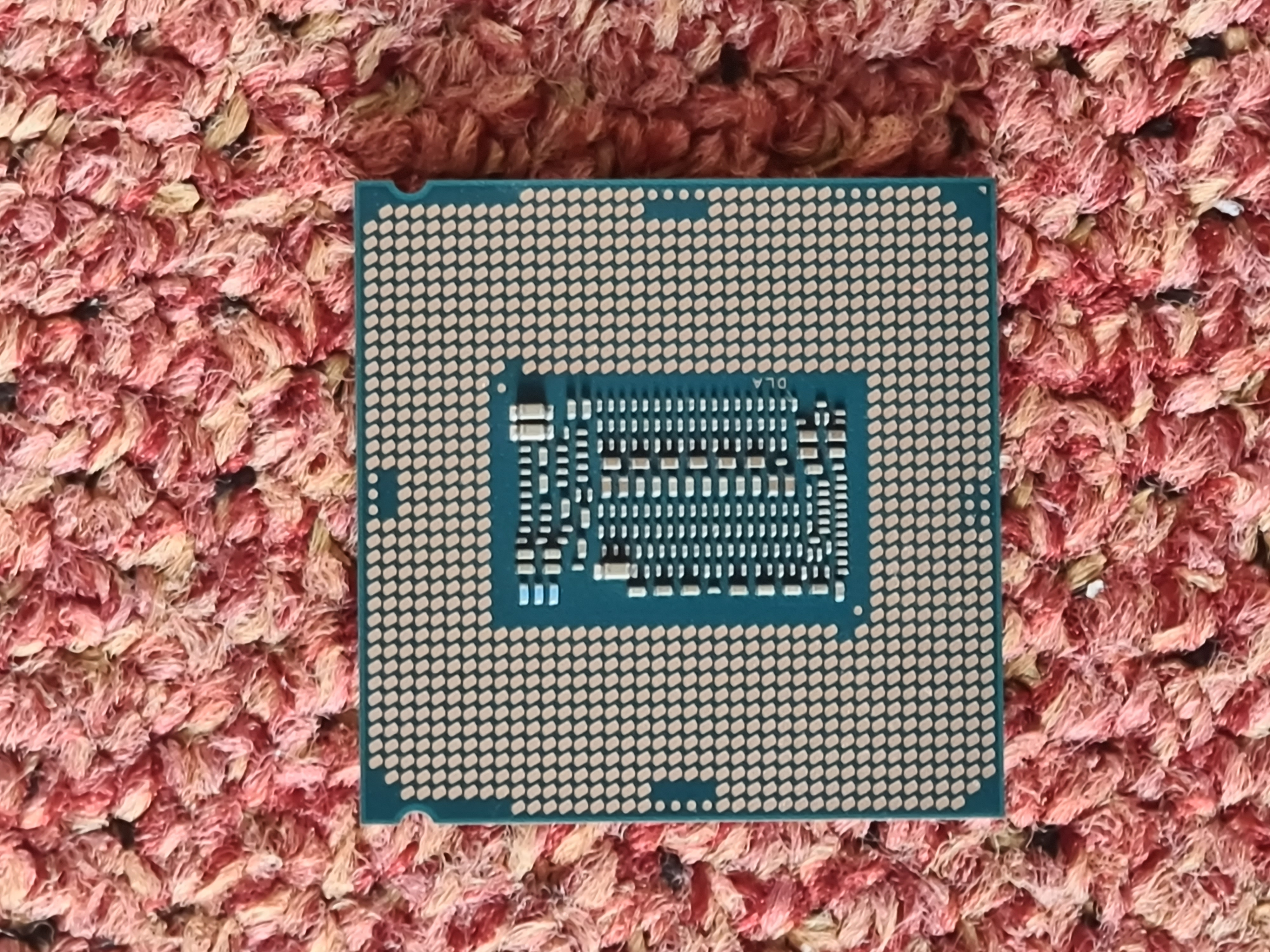
Intel Core i9-9900K

Intel Core i9 – seria mikroprocesorów firmy Intel oparta na architekturze x86-64, która miała premierę 28 sierpnia 2017 roku. Procesory te są przeznaczone do komputerów stacjonarnych o bardzo wysokiej wydajności oraz obsługi technologii VR jak również do segmentu mobilnego. Obsługują pamięci RAM typu DDR4, korzystają z technologii Intel Turbo Boost i Hyper-threading i wykonywane są w (ulepszonym) procesie technologicznym 14 nanometrów, a ich moc maksymalna wynosi 140 W. Procesory występujące w segmencie komputerów stacjonarnych oraz segmencie mobilnym stanowią rozwinięcie rodziny Coffee Lake oraz Cascade Lake (procesory 8, 9 i 10 generacji), natomiast w segmencie HEDT („procesory Intel serii X”) producent posługuje się nazwami kodowymi Skylake X oraz Cascade Lake X.

## Procesory rodziny Intel Core i9
Segment mobilny (stan na 16.07.2024)
| Nazwa procesora       | Liczba rdzeni/ liczba wątków | Taktowanie    | Pamięć Cache | Układ graficzny procesora |
| Intel Core i9-10980HK | 8/16                         | 2,40/5,30 GHz | 16 MB        | Intel UHD Graphics        |
| Intel Core i9-10885H  |                              |               |              |                           |
| Intel Core i9-9980HK  | 8/16                         | 2,40/5,0 GHz  | 12 MB        | UHD Intel 630             |
| Intel Core i9-9980H   | 8/16                         | 2,30/4,80 GHz | 16 MB        | UHD Intel 630             |
| Intel Core i9-8950HK  | 6/12                         | 2,90/4,80 GHz | 12 MB        | UHD Intel 630             |

Segment komputerów stacjonarnych (stan na 27.05.2020)
| Nazwa procesora       | Liczba rdzeni/ liczba wątków | Taktowanie    | Pamięć Cache | Układ graficzny procesora |
| Intel Core i9-10900KF | 10/20                        | 3,70/5,30 GHz | 20 MB        | Brak                      |
| Intel Core i9-10900K  | 10/20                        | 3,70/5,30 GHz | 20 MB        | UHD Intel 630             |
| Intel Core i9-10900F  | 10/20                        | 2,80/5,20 GHz | 20 MB        | brak                      |
| Intel Core i9-10900   | 10/20                        | 2,80/5,20 GHz | 20 MB        | UHD Intel 630             |
| Intel Core i9-10900T  | 10/20                        | 1,90/4,60 GHz | 20 MB        | UHD Intel 630             |
| Intel Core i9-9900T   | 8/16                         | 2,10/4,40 GHz | 16 MB        | UHD Intel 630             |
| Intel Core i9-9900KS  | 8/16                         | 4,0/5,0 GHz   | 16 MB        | UHD Intel 630             |
| Intel Core i9-9900KF  | 8/16                         | 3,6/5,0 GHz   | 16 MB        | Brak                      |
| Intel Core i9-9900K   | 8/16                         | 3,6/5,0 GHz   | 16 MB        | UHD Intel 630             |
| Intel Core i9-9900    | 8/16                         | 3,1/5,0 GHz   | 16 MB        | UHD Intel 630             |

Procesory segmentu HEDT rodziny Intel Core i9 przedstawia poniższe zestawienie (stan na 28.11.2019)
| Nazwa procesora       | Liczba rdzeni/ liczba wątków | Taktowanie          | Pamięć L2 | Pamięć L3 | Liczba linii PCIE |
| Intel Core i9-10980XE | 18/36                        | 3,0 / 4,6 / 4,8 GHz | 18x 1 MB  | 24,75 MB  | 48                |
| Intel Core i9-9980XE  | 18/36                        | 3,0 / 4,4 / 4,5 GHz | 18x 1 MB  | 24,75 MB  | 44                |
| Intel Core i9-7980XE  | 18/36                        | 2,6 / 4,2 / 4,4 GHz | 18x 1 MB  | 24,75 MB  | 44                |
| Intel Core i9-9960X   | 16/32                        | 3,1 / 4,4 / 4,5 GHz | 16x 1 MB  | 22 MB     | 44                |
| Intel Core i9-7960X   | 16/32                        | 2,8 / 4,2 / 4,4 GHz | 16x 1 MB  | 22 MB     | 44                |
| Intel Core i9-10940X  | 14/28                        | 3,3 / 4,6 / 4,8 GHz | 14x 1 MB  | 19,25 MB  | 48                |
| Intel Core i9-9940X   | 14/28                        | 3,3 / 4,4 / 4,5 GHz | 14x 1 MB  | 19,25 MB  | 44                |
| Intel Core i9-7940X   | 14/28                        | 3,1 / 4,3 / 4,4 GHz | 14x 1 MB  | 19,25 MB  | 44                |
| Intel Core i9-10920X  | 12/24                        | 3,5 / 4,6 / 4,8 GHz | 12x 1 MB  | 19,25 MB  | 48                |
| Intel Core i9-9920X   | 12/24                        | 3,5 / 4,4 / 4,5 GHz | 12x 1 MB  | 19,25 MB  | 44                |
| Intel Core i9-7920X   | 12/24                        | 2,9 / 4,3 / 4,4 GHz | 12x 1 MB  | 16,5 MB   | 44                |
| Intel Core i9-10900X  | 10/20                        | 3,7 / 4,5 / 4,8 GHz | 10x 1 MB  | 19,25 MB  | 48                |
| Intel Core i9-9900X   | 10/20                        | 3,5 / 4,4 / 4,5 GHz | 10x 1 MB  | 19,25 MB  | 44                |
| Intel Core i9-7900X   | 10/20                        | 3,3 / 4,3 / 4,5 GHz | 10x 1 MB  | 13,75 MB  | 44                |
| Intel Core i9-9820X   | 10/20                        | 3,3 / 4,1 / 4,2 GHz | 10x 1 MB  | 16,5 MB   | 44                |
| Intel Core i7-7820X   | 8/16                         | 3,6 / 4,3 / 4,5 GHz | 8x 1 MB   | 11 MB     | 28                |
| Intel Core i7-9800X   | 8/16                         | 3,8 / 4,4 / 4,5 GHz | 8x 1 MB   | 16,5 MB   | 44                |
| Intel Core i7-7800X   | 6/12                         | 3,5 / 4,0 / – GHz   | 6x 1 MB   | 8,25 MB   | 28                |